# Bandera olímpica

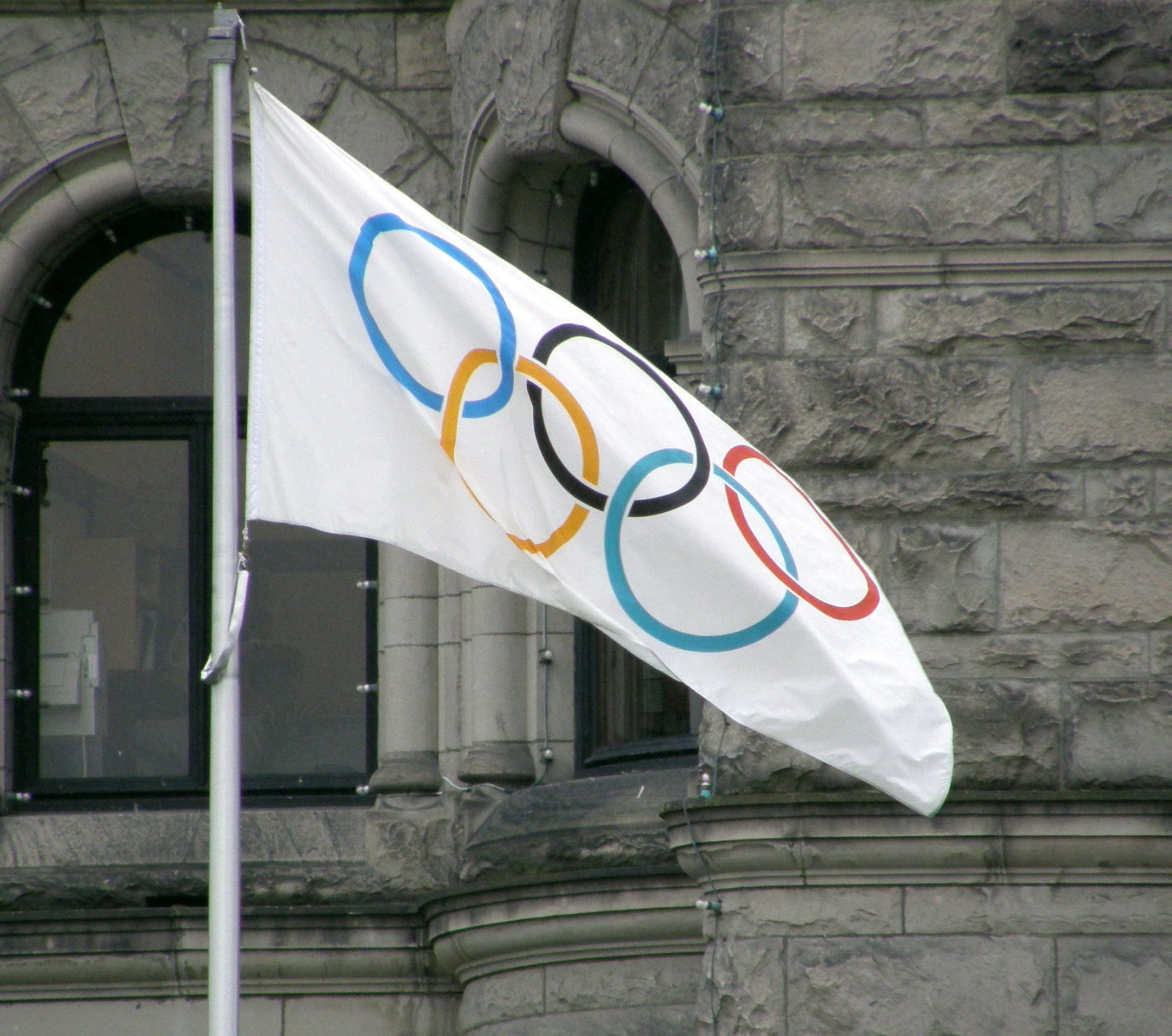
Bandera olímpica

La bandera olímpica és la màxima representació del moviment olímpic. El seu ús està regulat pel Comitè Olímpic Internacional i té una proporció de 2:3.
La bandera olímpica s'hissa en totes les cerimònies d'obertura dels Jocs Olímpics des d'Anvers 1920 i és baixada a la cerimònia de clausura. Una segona bandera és utilitzada per al jurament olímpic dels atletes i jutges.
Durant la història dels Jocs, han existit tres banderes oficials, les quals posseïxen, a més, una vora de serrells amb els cinc colors dels anells olímpics i el color blanc: 
- La primera bandera va ser usada per als Jocs Olímpics d'Estiu, entre Anvers 1920 i Seül 1988.[2]
- La segona bandera és usada per als Jocs Olímpics d'Hivern, des dels Jocs Olímpics d'Oslo 1952 fins a l'actualitat.
- La tercera bandera és usada per als Jocs Olímpics d'Estiu, des dels Seül 1988 fins a l'actualitat.

Aquesta és la bandera amb la qual es porta a terme la Cerimònia d'Anvers: l'alcalde de la ciutat organitzadora lliura la bandera al President del Comitè Olímpic Internacional, el qual la lliura a l'alcalde de la ciutat organitzadora dels pròxims Jocs.
La Cerimònia d'Anvers és la cerimònia en la clausura dels Jocs Olímpics on la bandera amb el símbol olímpic és lliurada per l'alcalde de la ciutat que va organitzar els anteriors jocs a l'alcalde de la ciutat que organitzarà els immediats, estant present el president del Comitè Olímpic Internacional. Aquesta cerimònia és adoptada per diversos esdeveniments entre ells els Jocs Panamericans, els Jocs Esportius Centreamericans, on baixen la bandera amb el logotip de l'organització, i pel Bureau Internacional d'Exposicions (encarregada de celebrar les Fires Mundials) al tancament d'una Exposició Universal.

## Bandera d'Anvers
Durant la cerimònia d'obertura dels Jocs Olímpics d'estiu de 1920 a Anvers, Bèlgica, la bandera olímpica amb els cinc anells que signifiquen la universalitat dels Jocs Olímpics es va hissar per primera vegada en uns Jocs Olímpics. Al final dels Jocs, la bandera no es va poder trobar i es va haver de fer una nova bandera olímpica per als Jocs Olímpics d'estiu de 1924 a París. Tot i ser un reemplaçament, el COI encara l'anomena oficialment la "bandera d'Anvers" en comptes de la "bandera de París". Es va passar a la següent ciutat organitzadora dels Jocs Olímpics d'estiu fins als Jocs Olímpics d'hivern de 1952 a Oslo, Noruega, quan es va crear una bandera olímpica separada per utilitzar-la només als Jocs Olímpics d'hivern (vegeu més avall). La bandera de 1924 es va continuar utilitzant als Jocs Olímpics d'estiu fins als Jocs de Seül de 1988, quan es va retirar.
L'any 1997, en un banquet organitzat pel Comitè Olímpic dels Estats Units, un periodista entrevistava a Hal Haig Prieste, que havia guanyat una medalla de bronze en el salt de plataformes com a membre de l'equip olímpic dels Estats Units de 1920. El periodista va esmentar que el COI no havia pogut esbrinar què havia passat amb la bandera olímpica original. "Puc ajudar-te amb això", va dir Prieste, "És a la meva maleta". Al final dels Jocs Olímpics d'Anvers, esperonat pel seu company d'equip Duke Kahanamoku, va pujar a un pal de bandera i va robar la bandera olímpica. Durant 77 anys, la bandera es va guardar al fons de la seva maleta. La bandera va ser retornada al COI per Prieste, aleshores amb 103 anys, en una cerimònia especial celebrada als Jocs del 2000 a Sydney. La bandera d'Anvers original s'ha exposat al Museu Olímpic de Lausana, Suïssa, amb una placa que li agraeix la donació. La bandera va tornar a Anvers el 2004 i des del 2013, any en què Anvers va portar el títol de Capital Europea de l'Esport, es va poder admirar la bandera al vestíbul d'entrada de l'ajuntament d'Anvers. L'any 2017, però, la bandera va quedar emmagatzemada a la col·lecció del MAS a causa de la reforma de l'ajuntament.
Si bé la bandera és reconeguda pel COI, els crítics i historiadors assenyalen que la bandera retornada no és la que es va utilitzar a la cerimònia d'obertura de 1920, ja que la bandera original era molt més gran que la que va retornar Prieste.